# 有機農業

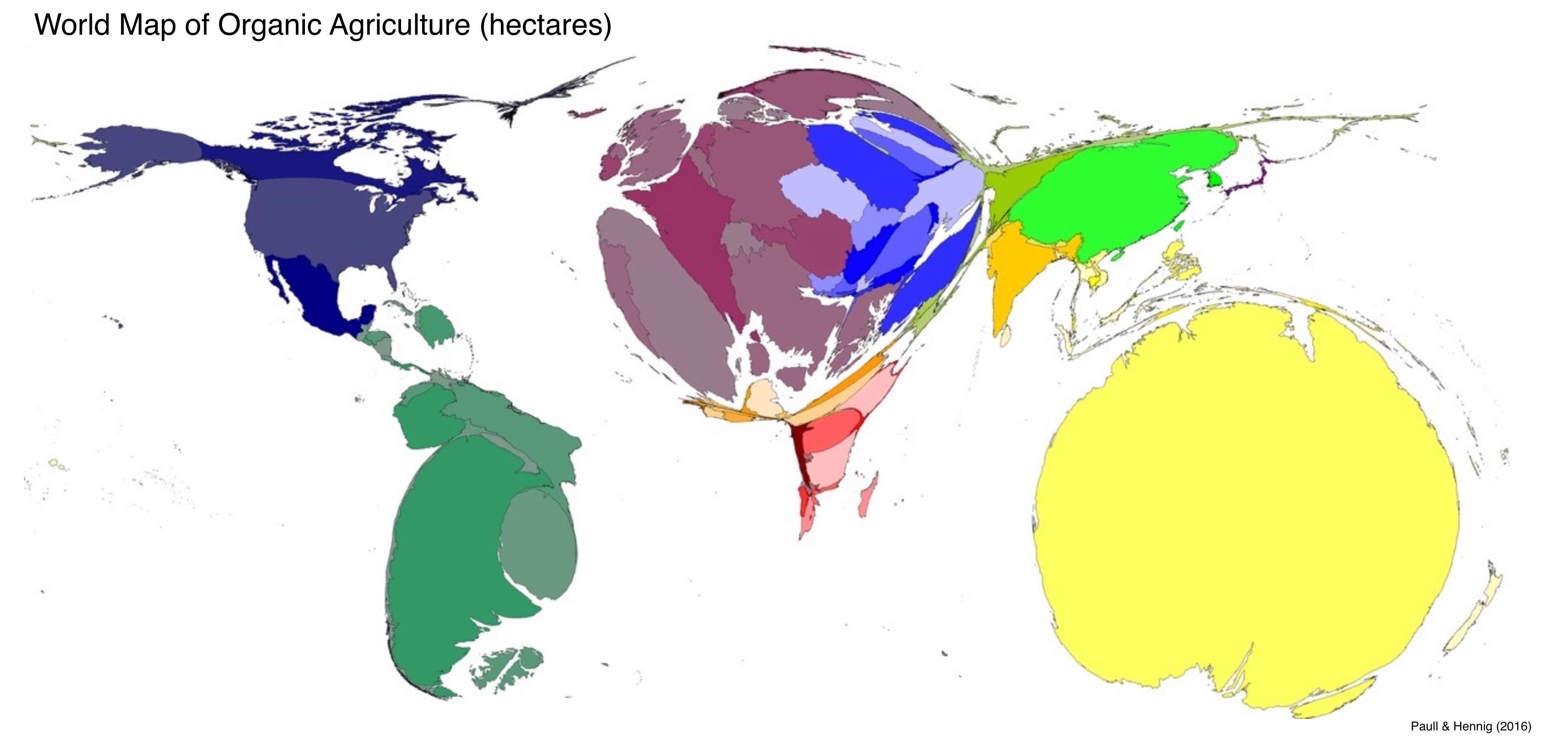
2015年全國際行有機農業耕作的面積比例示意地圖，國家面積愈大代表有機農作耕地愈大（依公畝數轉換為面積比例顯示）

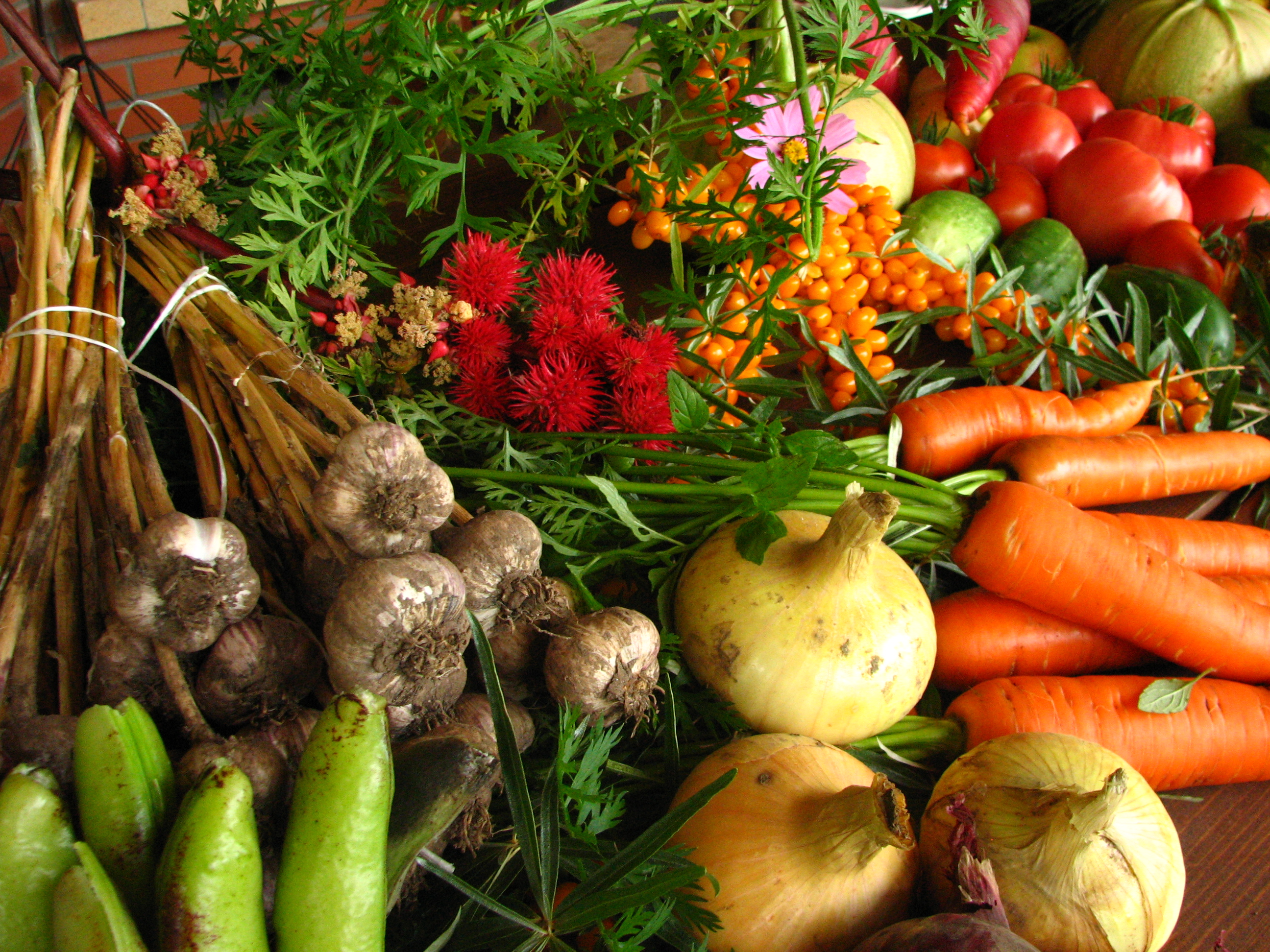
透過有機農業方式種植出的蔬果

有機農業一般共有的要求是不使用人工化學合成農藥、人工化學合成肥料、基因改造生物、動物及植物生長調節劑等非天然物質的農產品、生產加工過程。有機農業相關標準在國際上有多樣化的發展，然而許多國家有制定相關行政程序甚或專屬法律進行各自境內通用基本標準的一致化與法制化，但通常將相關驗證工作開放給經認證的第三方組織，各國行政機構僅進行各環節的監督。相關標準的內容很大程度是基於  國際有機農業運動聯盟，一個在1972年成立，由世界各地有機農業組織合組而成的國際組織。根據他們對有機農業的定義：
|  | 有机农业是一种能维护土壤、生态系统和人类健康的生产体系，遵从当地的生态节律、生物多样性和自然循环，而不依赖会带来不利影响的投入物质。有机农业是传统农业、创新思维和科学技术的结合，她有利于保护我们所共享的生存环境，也有利于促进包括人类在内的自然界的公平与和谐共生。 |

## 歷史
人類尚未進入工業時代前，多數農林漁牧產品可以說是通过未使用非天然物質的生產方式得到。但實際上於現今多數有機農業標準中，仍排除或限制或是需有紀錄監控部分天然物質或方法使用的能力: 比如可能會導致人畜共通傳染病病源擴散的物質（人類的排泄物以及新鮮的動物排泄物等），天然存在但是必須嚴格監控土地累計使用量避免殘留的物質（硫酸銅等），以及對天然非抗特定病蟲害的物質或方法，例如魚藤等的使用必須監控對當地生態特別是下游水生生物的影響。針對被動的相關誘捕措施包含捕蠅紙及夜間燈光、荷爾蒙或其他吸引物質的誘捕瓶等，也需要對當地生物的影響進行評估紀錄與使用。而天敵生物引進更是需要注意當地原生相近生物是否也會被捕食或感染。
英国植物学家 Sir Albert Howard （ 1873-1947年）是有机农业先驱、有机运动早期的关键人物，被称为“现代有机农业的教父”。
1924年，德國人魯道夫·斯坦納的著作《農業革新的精神基礎》中也提出有機農法，但時值工業製造業蓬勃發展，農藥和化肥能減少農業生產投入的人力，所以不被世人所接受。直至1970年代出現能源危機，農地因過度使用農藥化肥而產生貧瘠現象，有機農業才受到各國政府所重視。如今原油價格即將突破100美元大關，民眾對於環境保護、飲食健康的觀念又日以遽增，有機農業逐漸變成世界各主要先進國家的先進觀念。
有機運動始於農業科學家與農夫對於農業工業化的反省。二十世紀初期，生物化學（氮肥）與工程學（農業機械）的進展導致了農業发生重大改變。耕地規模化使得耕種變得更專業，講求有效率地運用機械並收割綠色革命的成果。二次大戰期間的科技進展，於戰後对農業的所有層面造成重大革新，導致諸如大規模灌溉，肥料和農藥使用等方面的進步。軍火所用的硝酸銨成為大量且便宜的氮的來源。DDT，原本出于軍事目的研發，用來控制軍隊中的致病昆蟲，后運用在農作物上，開啟了農藥廣泛使用的時代。
1939年，《生命土壤》的作者伊芙·贝尔福在其Suffolk農田創立了劃時代的Haughley 實驗，该實驗運作了超過四十年。
有機農業作為專有名詞，最早由Lord Northbourne開始使用，是從其「有機農田」（the farm as organism）的觀念衍生而來的。其著作《看向土地》（1940年）描述了一種整體的、生態平衡的農業模式。
英國植物學家艾伯特·霍華，研究了印度的傳統農業模式。他開始認為這種模式比起現代的農業科學更為先進，並在其著作《一個農業的試驗》（1940年）中記錄了這些想法；並於其著作《土壤與健康：有機農業研究》（1947年）中採用了Northbourne發明的詞彙。
1940年，美國的J.I. Rodale引領推广了有機園藝。
1972年，國際有機農業運動聯盟(International Federation of Organic Agriculture Movements)在法國的Versailles發起。IFOAM - Organics International致力於散播有機農業的理念與實務，跨越國家與語言的藩籬。
1980年，世界上許多農業與消費者團體開始要求政府規範有機生產，而1990年代開始有機農業相关法律得到确立，認証標準得到制定。
從1990年代早期，发达國家的有機農業市場每年成長20%，主因是消費者需求的上揚。小型獨立生產者和消費者促成了有機農業的興起，有機產品的量與種類也同步增加，使得相關生產大幅成長。

### 中華民國(臺灣)有機農業發展歷史:[3]
1987年，中華農學會年會中先生等五十人提案在臺灣地區也要進行有機農業之研究。
1988年，農業委員會委辦「有機農業可行性觀察試驗計劃」，由中興大學土壤系主持，臺南區、高雄區農業改良場等單位執行到了1989年，臺中區農業改良場、茶業改良場、畜試所亦加入。
1988年10月27-29日，舉辦有機農業研討會，會後並出版有機農業研討會專輯，計300餘頁 。
1990年4月27日，財團法人國際美育自然生態基金會成立，後來為台灣第一個有機農場的驗證單位。
1995年，農業委員會的各區農業改良場選定農戶辦理有機栽培試作，積極辦理示範、觀摩及展售，為台灣有機農業推廣的開始 。

## 各國定義與訴求

### 中華民國（臺灣）
現有法規為有機農業促進法。指基於生態平衡及循環養分原理，不施用化學肥料及化學農藥，不使用基因改造生物及其產品，進行農作、森林、水產、畜牧等農產品生產之農業。
有機農業管理權責單位為農委會。有機農糧產品權責為農糧署，2019年7月為止，國內有12家驗證業者，而承認的外國有機驗證業者則來自歐盟(已公告者有16國)、美，加，紐、澳、瑞士、智利經官方登錄的業者。有機畜產品為農委會畜牧處，有機水產品為漁業署。
大陸及日韓則是至目前為止皆尚未列入公告進口有機農產品及有機農產加工品之國家及其產品範圍一覽表中。。
有機經營業者整合資訊系統目前有提供農場、加工、餐廳、買賣等業者資訊

### 中华人民共和国
中華人民共和國國家標準GB/T 19630-2011（非強制性）给出了有機農業的術語定義：有机农业是指遵照一定的有机农业生产标准，在生产中不采用基因工程获得的生物及其产物，不使用化学合成的农药、化肥、生长调节剂、饲料添加剂等物质，遵循自然规律和生态学原理，协调种植业和养殖业的平衡，采用一系列可持续发展的农业技术以维持持续稳定的农业生产体系的一种农业生产方式。
多部門各獲得有機認可資格，其中目前通過國際有機運動聯盟 （IFOAM）有機認可的OFDC，權責單位為環保部。。 認證認可機構名單權責為中国国家认证认可监督管理委员会（亦包含也有其他各部門認證的有機食品、綠色產品、無公害農產品等）

### 日本
有機農業推進法中有寫明:不使用化學合成農藥與肥料及基因轉殖技術，於生產過程中盡量減少環境負荷的農業。
日本有機農產品主管機關為農林水產省。2015年5月其登錄的國內有機驗證機構有56個，國外有15個。其中皆無臺灣驗證業者。

### 美国
美國國家有機計畫中對有機說明為:是一個標示用語，表示該食物或農業產品是以經證明的方法生產。這些方法整合文化，生物以及機械實作，樹立資源循環、促進生態平衡，保護生物多樣性。合成肥料、汙水汙泥、輻射照射、基因工程技術可能不被使用。。2015年5月美國登錄的有機驗證商，境內約有近790家，境外約有近80家(臺灣項目下列有9家，但僅有1家地址在臺灣，且該公司亦同時列於中華人民共和國的項目下)。

### 欧盟
有機農業是一種農業系統，旨在尊重自然生命週期系統的同時，亦為你、為消費者提供新鮮、美味和地道的美食。

#### 歐盟有機產品規章
主條目：Verordnung (EG) Nr. 834/2007（德文維基），EU-Eco-regulation（英文維基）
歐洲由於幅員廣闊，各國地理特性之不同，因此原先對有機產品之定義也有所不同。在歐洲共同體的時代，1991年，為了統一標準，歐洲共同體採以規章（Verordnung (EWG) Nr. 2092/91）的方式來規定有機農業耕作、有機畜牧、有機食品加工等三大有機生產活動，各成員國不再有自訂標準的空間。此指令於1999年曾修改一次（Verordnung (EG) Nr. 1804/1999）。2007年，此指令被歐洲共同體的法律地位繼承者，亦即歐盟，以新的規章取代（Verordnung (EG) Nr. 834/2007），2008年再補規定新的「歐盟有機標章」（2009年啟用，見上方的德文維基主條目）（Verordnung (EG) Nr. 967/2008）以下是2007《歐盟有機產品規章》中關於「有機食品」的一些重點規定：
- 原則上仍是跟從國際有機農業運動聯盟的做法。
- 第9條　禁止基因改造

有機動植物養殖過程中不得使用基因改造的幼仔、種子、飼料、肥料、藥劑、地力改良物質；產品加工過程的任何處理物質或添加物不得含有基因改造動物、基因改造植物、或它們的衍生產品。
- 第10條：包括食品原料、餵養動物的飼料、成品，都禁止食品輻照。
- 第12條　有機植物產品

(1) b) 只能使用有機肥料，若肥料是來自動物，該動物必須也是有機畜牧。 e) 禁止礦物氮肥。
(2) 種植農作物的土地必須之前連續至少三年只用有機方式養地。
- 第13條　有機水生植物

(1) 野生：
(2) 養殖：
b) 必須經常補充野生的幼苗，以維持豐富的基因庫。
c) 只允許第16條的供有機作物施肥用物質。
- 第14條　有機動物產品

(1) b) 畜養活動和動物的居住：
iii) 只要天氣和土地狀況允許，必須讓動物能隨時自由到戶外活動，最好是草地。
iv) 畜養的動物數量必須少到讓牠們的吃草、踩踏不會減損地力或對環境造成負擔，還有牠們的總排泄量少到儘可能不需要特別移除或移動以施肥他處。
v) 有機與非有機畜牧的動物的牧場必須分開。
vi) 除非動物有傷害其他動物或自傷的傾向、或經獸醫建議，否則不許栓綁。栓綁動物不得超过有限時間。
vii) 動物運送時間必須儘可能短。
x) 蜂巢與養蜂材料必須以自然產物為主。
xi) 取蜜過程不許讓蜜蜂死於巢中。
(1) c) 繁殖：
i) 儘量以自然方式受孕，但允許人工授精。
ii) 除獸醫治療之外，不許施打荷爾蒙。
iii) 除人工授精外，禁止任何人工繁殖，尤其是複製動物和胚胎移殖。
d) 飼料：
i) 飼料必須主要出自飼主農場製造，或者出於同地區的其他有機農場。
ii) 必須配合動物生長階段所需的營業，以有機方式製造飼料。可以部分參雜正在有機轉型期的農場所生產之飼料。
iii) 除蜜蜂外，必須讓動物能隨時自由到草地上活動。
iv) 只允許第16條的非有機飼料原料。
v) 禁止使用生長促進劑、合成胺基酸。
vi) 刚出生的哺乳動物幼仔必須主要喝天然奶水，最好是親生母親的。
e) 傷病醫療：
ii) 動物若有傷病必須立即治療，以減少痛苦。優先使用天然藥物和順勢療法，病重时時才能使用化學合成藥物和抗生素。
iii) 可以施打疫苗。
iv) 歐盟法律允許的其他治療
f) 清潔、消毒動物棲息的棚舍時，只允許第16條的清潔、消毒物質。
- 第15條　有機水產養殖
- 第23條　有機標示的使用

(1) 凡在產品標籤、廣告或各種營業相關文書上使用的任何標示能使消費者以為此產品遵照本規章之要求而生產者，皆為本規章所稱的「有機標示」，應符合本規章對有機產品的要求。尤其是使用附件所列的各種詞彙時及其衍生詞彙時，尤其是「有機」（"bio"）和「生態」（"eco"）這兩個字。
(4) 符合以下分項要求時，允許使用第1項所稱的有機標示：
a) 在產品名稱上
ii) 原料重量95%以上是有機生產方式的動植物或其有機衍生產品。
b) 只能在成分標示上：若個別成分符合第19條時。
使用有機標示時，應標示出哪個成分為有機。
使用 b) 和 c) 的有機標示時，應標示出此產品中有機成分總和佔農林漁原料重量的百分比。
前一句的百分比標示應該與成分標示的字型、大小、顏色一樣。
- 第24條　必要標示

(1) c)：在使用歐盟有機標章時，必須在緊接標章的下方標示成分來源地：
歐盟農業：農牧原料重量比例98%以上在歐盟生產。
非歐盟農業：農牧原料全部在非歐盟地區生產。
歐盟／非歐盟農業：農牧原料部分在歐盟、部分在非歐盟地區生產。
- 第27條　檢驗體系

(3) 除只處理已包裝好商品的盤商與零售商之外，有機產品業者每年必須至少接受一次有機檢驗機構審查。
(4) 審查機構可由會員國政府自行經營，或授權民營。

## 方法
有機農場會運用不同的方法，其中包括作物輪作、綠肥、堆肥、選擇合時作物，並設置農田覆蓋物等，以控制水土流失，促進生物多樣性，並加強土壤的健康。
为达到有效的有機病蟲害控制，需要深入了解害蟲的生命週期和相互作用。有機蟲害防治主要控制目標害蟲（如昆蟲）、真菌、雜草和疾病，方法包括允許一個可接受的病蟲害水平、引進一些能對抗病蟲害的有機體、選擇合時作物、作物輪作和機械控制（如陷阱）。 
這些技術普遍提供的好處，除了蟲害防治土壤保護和改善，施肥，幫助授粉，節約用水等。這些技術都有利於農場周邊長遠生態的健康。

## 問題點
無論是否為有機生產方式，現有的農業系統幾乎皆非當地自然生態系與植被的一部分，包含人類本身、供食用動物、作物、其對應的授粉媒介生物、病蟲害甚或共生微生物、其病蟲害的天敵等，對多數地區來說其實一樣都是入侵物種。比如水田，其實就是將水稻原生的季節氾濫濕地環境，以灌溉系統調節模擬各生育期間的合適水深變化，重現於各類原本非濕地的區域。而多種禾本穀類作物的耕種則是將多種植被，比如降水量不一地區的天然植被如森林、莽原等都轉化為草原。特定生態系統的水量，土質等都有特定的變化區間。灌溉系統調節水量，增加或減少有機質，其實都是在改變當地生態系統。比如多數熱帶亞熱帶地區的土壤，因為高溫多濕且各類生物活動相對旺盛，各類動植物殘體與土中有機質及腐植質天然顯著低於溫帶地區。
多數地區人類本身的數量與密度、於單位時間內所需的資源以及產生的汙染物，都並非一地環境負載力可以支撐的。2013年中全世界人口已達72億人，2025年預計將達81億人。，大規模飢荒事件雖已少見，但糧食生產、儲運條件與分布狀況仍相當不均，部分已開發國家糧食生產量遠大於本國人口需求得以輸出。而多數最低度開發國家與發展中國家落後地區的居民，其實並無法使用相對高價的合成農藥、肥料、飼料及藥劑等種養殖動植物，因此實際上也算是在進行有機農業，但仍相對長期處於糧食供應不穩定的狀態，加上一般這些國家的人口增加數量相對迅速，即使實施現今各國法規下的有機農業標準，仍很難使當地居民維持基本生活溫飽。實際上，自給自足的原始有機耕作方式農業區，多數已經不足以供給快速增長的本地人口，需要自外地輸入糧食。而目前商業化輸出的有機農業其實仍是在消耗本身的環境資源，供養外地人口，與非有機農業並無不同。
有機農業目前的耕作面積估計又只有總耕地面積的3%，也對環境保護並沒有發揮多少作用，只造福少數金字塔頂端的消費群。

### 農藥
农药是指能预防、消灭或控制危害农业、林业的病、虫、草、鼠和其他有害生物以及能调节植物、昆虫生长的化学合成或者来源于生物、其他天然物质的一种或者几种物质的混合物以及制剂。（引自《中华人民共和国农药管理条例》1997年5月8日国务院发布）

### 基因改造技術

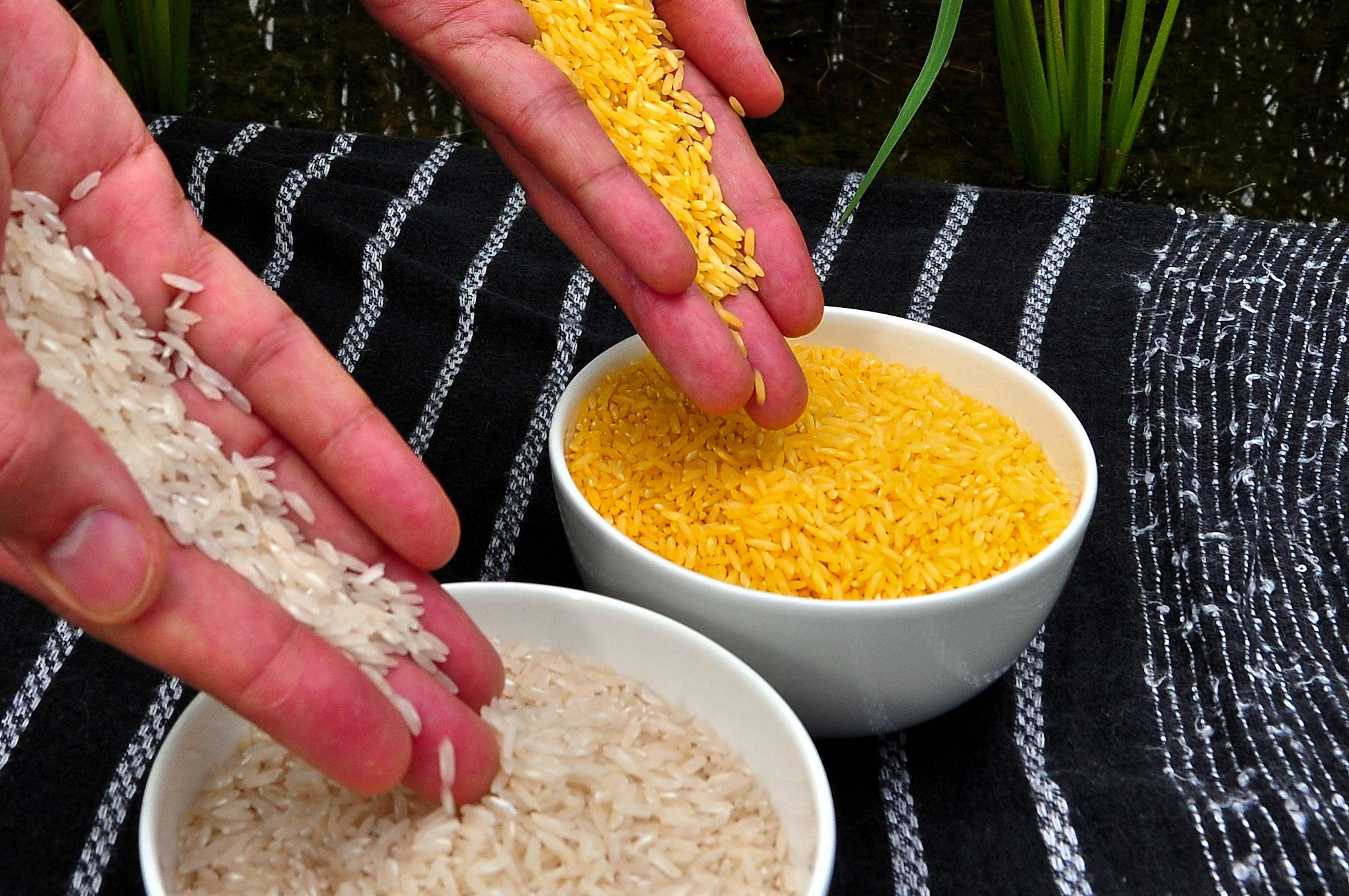
基改出來的金色米

转基因指通过生物技术把基因片斷从生物中分离出来，然后植入另一种生物体内的技术。目前已有商業利用到基因改造技術的不僅包含植物作物品種，還包含可能來自基因改造微生物本身及其產生的相關物質。而多數有機農業相關的標準很難對所有的投入都進行檢測，比如作物授粉與留種，土壤與灌溉水中的微生物或是發酵釀造所需微生物等，因為必須一一進行比對。

### 認證
國際通行農產品分類
目前，国际上的农产品主要包括常规农产品、有机农产品与转基因农产品等。
　　1.常规农产品
是允許使用農藥、化肥、激素等人工合成物的常規農業所生產出的農產品。常規農產品是目前各國農業生產的主要產品。
　　2.有机农产品
是指在農產品種植、養殖、生產、加工過程中不使用化學合成的農藥、化肥、生長調節劑、飼料添加劑等化學物質，以及基因工程生物及其產物，而是遵循自然規律和生態學原理，採取一系列可持續發展的農業技術，根據有機農業生產的規範生產加工，並經獨立的認證機構認證的農產品及其加工產品。有機農產品是純天然、無污染、安全營養的食品喔，也稱為"生態食品"。在國際食品法典中對有機農產品的生產、加工、貿易有明確規定，該規定是國際食品貿易仲裁的重要依據。
　　3.转基因农产品
是指利用以生物技術改良的動、植物或微生物所製造或生產的農產品、農產品原料及農產品添加物等。轉基因農產品由於其食用安全性無法確定，在國際上存在較大的爭議。
4.認證機構
1991年成立於法國的Ecocert(簡稱ECO，http://www.ecocert.com)為歐洲最具代表性的有機農業認證機構，該機構要求在完成品中須有最少5%的原料須採用來自控管性的有機栽培，以及至少50 %的植物性原料必需來自控管性有機栽種。在台灣約自1997年起陸續有不同團體發起認證制度，包括財團法人慈心有機農業發展基金會（TOAF）、財團法人國際美育自然生態基金會（MOA）等。

## 外部連結
- 有機農業入口 宜蘭大學建置 農糧署經費補助 （页面存档备份，存于）